# Наледі Пандор
Пані Грейс Наледі Мандіса Пандор (уроджена Метьюз; 7 грудня 1953, Дурбан) — південноафриканський політик, педагог і науковець, міністр міжнародних відносин і співробітництва з 2019 р. Вона була членом парламенту (МП) від Африканського національного конгресу (ANC) з 1994 року.

## Життєпис
Народилася 7 грудня 1953 року в Дурбані, закінчила середню школу в Ботсвані. Вона отримала кваліфікацію вчителя та викладала в багатьох школах та університетах, а також отримала різні ступені в різних університетах. Пандор обійняла посаду члена парламенту в 1994 році. Невдовзі вона стала заступником голови фракції АНК у 1995 році. У 1998 році вона була обрана заступником голови Національної ради провінцій, а в 1999 році стала її головою.
Спочатку вона стала членом національного кабінету міністрів у 2004 році після рішення президента Табо Мбекі призначити її міністром освіти. Вона зберегла свою посаду в кабінеті Кгалема Мотланте. У 2009 році новообраний президент Джейкоб Зума призначив її міністром науки і технологій. Вона обіймала цю посаду до свого призначення міністром внутрішніх справ у 2012 році. Вона повернулася на посаду міністра науки і технологій у 2014 році і обіймала її до 2018 року, коли стала міністром вищої освіти та навчання в першому кабінеті президента Сиріла Рамафоси. Після загальних виборів 2019 року Пандор згадувалася як можливий кандидат на пост віце-президента Південної Африки. Натомість її призначили міністром міжнародних відносин і співробітництва.